# General Trias
General Trias (dawniej San Francisco de Malabon) – miasto na Filipinach w regionie CALABARZON, na wyspie Luzon.
W 2010 roku liczyło 243,322 mieszkańców.